# Eilema cirrochroa
Eilema cirrochroa är en fjärilsart som beskrevs av Paul Mabille 1900. Eilema cirrochroa ingår i släktet Eilema och familjen björnspinnare. Inga underarter finns listade i Catalogue of Life.